# Flavio Tredese
Flavio Tredese (Rubano, 15 febbraio 1954) è un politico italiano.
Residente a Montegalda, di cui è stato medico di base dal 1982 fino alla pensione nel 2022, è specializzato in Oncologia e Ginecologa e Ostetricia; attualmente svolge attività libero professionale. È stato consigliere comunale a Rubano dal 1980, poi sindaco di Montegalda per due mandati consecutivi dal 1993 al 2001, prima come candidato della Democrazia Cristiana, quindi con una lista civica di centro-destra. Ha continuato a partecipare alla politica locale dal 2001 al 2016 come consigliere comunale. Dal 2001 al 2006 è stato Senatore della Repubblica per il collegio di Vicenza. È stato eletto con Forza Italia, della quale era stato anche coordinatore provinciale fino al 2001.